# Játaca

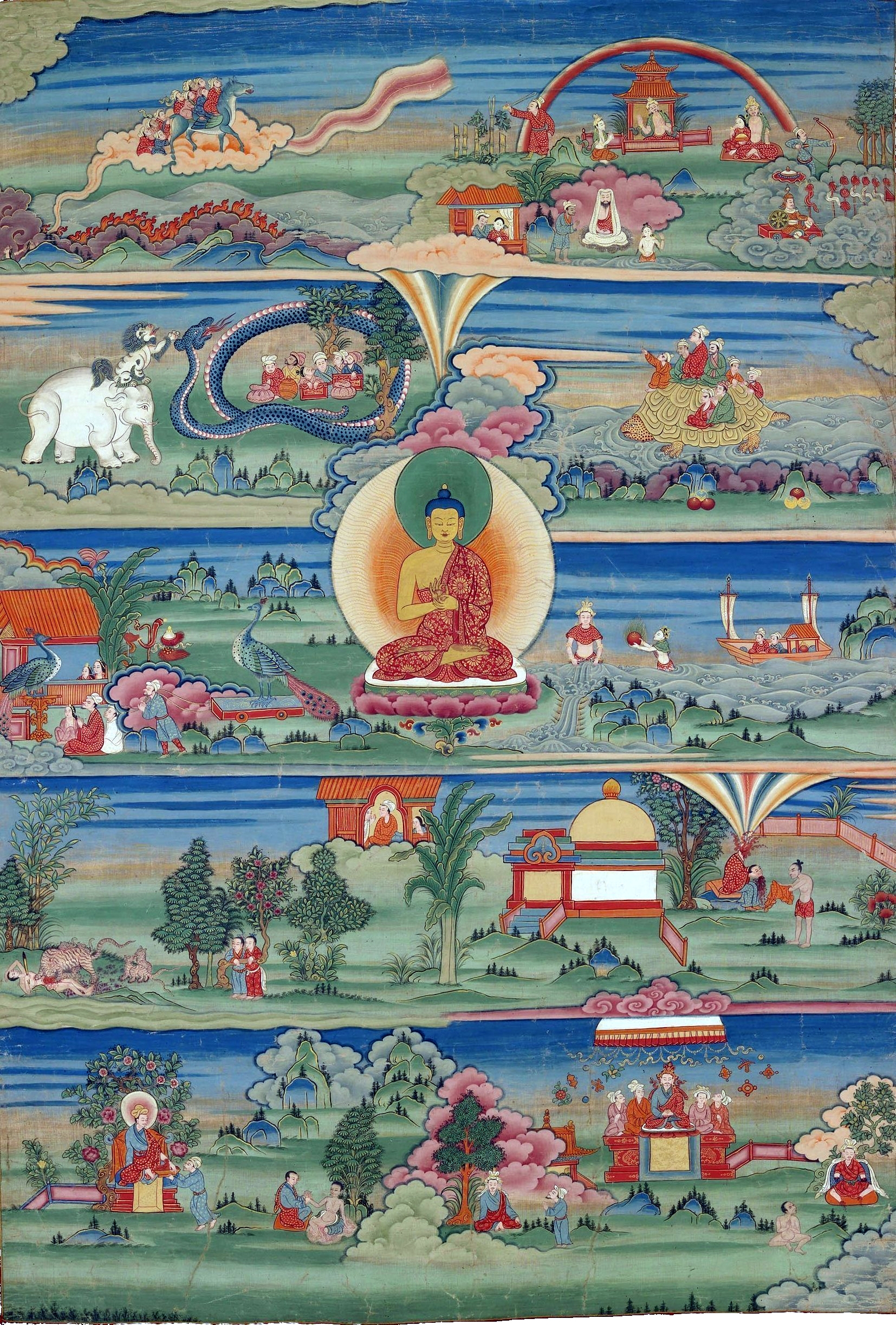
Pintura dos séculos XVIII-XIX em Gompa Pajodim, em Timbu, no Butão, representando os contos Játaca

Játaca (em sânscrito e páli, जातक, IAST: Jātaka; em língua malaia, jetaka; em língua laociana, satok) é um conjunto de 547 histórias extremamente populares relativas aos nascimentos (jāti) anteriores do Buda. Estes contos estão preservados em todos os ramos do budismo. 
A palavra refere-se, mais especificamente, a uma divisão do texto do Cânon Páli do budismo Teravada incluída no Cudaca Nicaia do Suta Pitaca. O termo Játaca também refere-se ao comentário tradicional neste livro.